# Vsё ostaёtsja ljudjam
Vsё ostaёtsja ljudjam (Всё остаётся людям) è un film del 1963 diretto da Georgij Grigor'evič Natanson.